# Сартанг
Сартанг (на якутски: Сартаҥ) е река в Азиатската част на Русия, Източен Сибир, Република Якутия (Саха), дясна съставяща на река Яна от басейна на море Лаптеви. Дължината ѝ е 620 km, която ѝ отрежда 122-ро място по дължина сред реките на Русия.
Река Сартанг води началото си от северните склонове на Верхоянските планини, на 1646 m н.в., в централната част на Република Якутия (Саха), като по цялото си протежение тече в северна посока през западната част на Янското плато. В горното си течение Сартанг е бурна планинска река с наклон над 14‰, протичаща в тясна долина със стръмни склонове. В долното течение долината ѝ става широка и заблатена, а наклонът намалява до 0,17-0,24‰. Тук има широка заливна тераса, по която Сартанг свободно меандрира и се разделя на ръкави. На 10 km югозападно от град Верхоянск, на 120 m н.в. Сартанг се съединява с идващата отляво река Дулгалах и двете заедно дават началото на голямата река Яна.
Водосборният басейн на Сартанг има площ от 17,8 хил. km2, което представлява 7,48% от водосборния басейн на река Яна и се простира в централната част на Република Якутия (Саха). В басейнът на реката има над 500 езера с обща площ от 33,4 km2, а заблатеността е под 5%.
Водосборният басейн на Сартанг граничи със следните водосборни басейни:
- на запад – водосборния басейн на река Дулгалах, лява съставяща на Яна;
- на юг – водосборния басейн на река Лена, вливаща се в море Лаптеви;
- на изток – водосборния басейн на река Адича, десен приток на Яна;

Река Сартанг получава множество притоци с дължина над 10 km, но само 2 от тях са с дължина над 100 km:
376 → Хоспохтох 112 / 1900
190 → Аллах 135 / 1,330
Подхранването на реката е снежно-дъждовно, като преобладава снежното. Характерно е пролетно-лятно пълноводие и лятно-есенни прииждания в резултата на поройни дъждове. Среден годишен отток при село Бала (на 68 km от устието) 49,3 m3/s, което като обем се равнява на 1,556 km3, максимален отток 1110 m3/s. Средният диапазон на сезонното изменение на нивото на водата е 3,8 m, максимален 5,5 m. Реката замръзва в началото на октомври, а в края на ноември замръзва до дъно. Дебелината на ледената покривка достига до 195 см. Средната продължителност на замръзване продължава 234 дни. Размразява се в края на май или началото на юни.
По течението на Сартанг са разположени 5 села: Барилас, Сирем, Юнкюр, Сиси-Мойите и Бала.
При високи води Сартанаг е плавателна на 174 km от устието. Използва се за превозване със салове на дървен материал.
През лятото на 1927 г. Якутската хидрографска експедиция ръководена от Павел Хмизников извършва първото точно картиране на цялото течение на Сартанг и на нейните притоци.